# 在日タジキスタン人
在日タジキスタン人（ざいにちタジキスタンじん）は、日本に一定期間在住するタジキスタン国籍の人々である。

## 統計
日本の法務省の在留外国人統計によると、2018年6月末時点で在日タジキスタン人は163人である。
在留資格別（3位まで）
| 順位 | 在留資格                 | 人数 |
| ---- | ------------------------ | ---- |
| 1    | 留学                     | 69   |
| 2    | 家族滞在                 | 61   |
| 3    | 技術・人文知識・国際業務 | 14   |

都道府県別（3位まで）
| 順位 | 都道府県 | 人数 |
| ---- | -------- | ---- |
| 1    | 東京     | 53   |
| 2    | 茨城     | 31   |
| 3    | 大分     | 27   |